# 毕尔

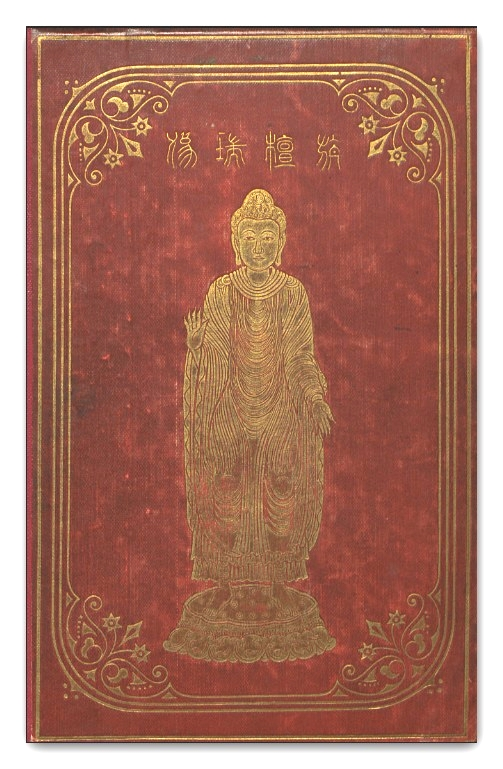
毕尔英译《<法显传>及<宋云行记>》封面

塞缪尔·毕尔（1825年11月27日—1889年8月20日）是英国的东方学家。他曾任英国驻华海军牧师，并翻译了许多中国的佛教历史典籍，如《法显传》、《大唐西域记》等。